# Hero shooter
Hero shooters (lit. "jogos eletrônicos de tiro de heróis") são um subgênero de jogos eletrônicos de tiro que enfatiza a existência de personagens, ou "heróis", que têm habilidades e/ou armas distintas e específicas a cada um deles. Um hero shooter pode ser um jogo em primeira pessoa ou em terceira pessoa.

## Jogabilidade
Hero shooters são uma variação de jogos de tiro em primeira ou terceira pessoa multijogador, em que os jogadores formam duas ou mais equipes e selecionam personagens "heróis" predefinidos, cada um com atributos, habilidades, armas e outras habilidades passivas e ativas distintas. Hero Shooters incentivam fortemente o trabalho em equipe entre os jogadores de uma equipe, orientando-os a selecionar combinações eficazes de personagens e a coordenar o uso das habilidades dos heróis durante uma partida.
Muitos elementos incorporados ao subgênero foram originados em jogos de tiro mais antigos, jogos de arena de batalha multijogador em linha (MOBAs) e jogos de luta. Alguns incorporam elementos de RPG dos MOBAs, em que, enquanto uma partida progride, o jogador pode comprar ou melhorar habilidades predefinidas para o herói selecionado, adaptando-as à dinâmica da partida. Em outros hero shooters, os jogadores têm a liberdade de trocar de herói em pontos específicos, para alterar a composição do time e melhor desafiar seus oponentes.
Devido ao foco nos heróis como personagens distintos, hero shooters geralmente apresentam mais elementos narrativos do que os tradicionais jogos de tiro em equipe, fornecendo histórias de fundo para cada personagem e uma ênfase na história e no mundo em que os jogos se passam.

## História

### Origens
As origens dos hero shooters podem ser rastreadas até os primeiros jogos de tiro tático que apresentavam personagens jogáveis baseados em classes nos modos multijogador. Jogos como Battlefield 1942 e Team Fortress Classic apresentavam funções específicas que um jogador podia selecionar e que vinham com suas próprias habilidades exclusivas e, às vezes, armas específicas que não estavam disponíveis para as outras classes. Embora a maioria dos jogos de tiro tático fossem os principais jogos que apresentavam alguma forma de mecânica baseada em classes, outros jogos de tiro também apresentavam o mesmo estilo de jogabilidade e tinham sua própria visão do sistema, como Star Wars: Battlefront e Conker: Live & Reloaded.
Em 2007, Team Fortress 2, da Valve, criou a estrutura principal e a inspiração para o subgênero. Embora Team Fortress 2 apresentasse o mesmo sistema baseado em classes que seu antecessor, cada classe específica era agora seu próprio "personagem" exclusivo, que vinha com uma personalidade e aparência específicas. Isso fez com que os papéis se tornassem mais completos e parecessem mais com uma pessoa real, em vez de apenas um personagem jogável sem nome. À medida que a Valve continuou a expandir o jogo, a empresa lançou mídia adicional, incluindo uma linha de vídeos "Meet the Team" (lit. conheça a equipe) que ajudou a construir cada classe de personagem e sua história de fundo. Esses vídeos estabeleceram o uso de vídeos narrativos cinematográficos usados em futuros jogos de tiro com heróis para apresentar novos personagens heróis.

### Popularização
O subgênero cresceu em popularidade com o anúncio de Battleborn e Overwatch em 2014, ambos sendo lançados em 2016. Battleborn, da Gearbox Software, foi o primeiro jogo a usar o termo "hero shooter" em seus materiais de divulgação em setembro de 2014. A Gearbox considerou um hero shooter diferentes de MOBAs por ser um jogo de tiro em primeira pessoa, mais semelhante a "jogos centrados em personagens e jogos de luta, por isso o 'herói' em hero shooter". Overwatch, da Blizzard Entertainment, foi anunciado alguns meses depois e se inspirou fortemente em Team Fortress 2 e em MOBAs. Overwatch se mostrou o mais popular dos dois jogos e, em janeiro de 2021, a Gearbox optou por encerrar os servidores de Battleborn.
A popularidade de Overwatch deu origem a diversos outros jogos similares, como LawBreakers (2017) e Gigantic (2017). Outros jogos e franquias que possuiam funções mas sem caracterizações específicas, como Tom Clancy's Rainbow Six Siege, Call of Duty e Battlefield, também incorporaram personagens predefinidos e narrativas.